# New Gold
«New Gold» és una cançó de la banda virtual de rock alternatiu Gorillaz amb la col·laboració dels australians Tame Impala i el raper estatunidenc Bootie Brown. Es va publicar el 31 d'agost de 2022 com a segon senzill de l'àlbum Cracker Island.
Albarn ja va treballar en aquesta cançó l'any 2020 i fins i tot es va promocionar a principis de 2020 per Instagram, tanmateix, finalment no es incloure en la selecció final de l'àlbum Song Machine, Season One: Strange Timez perquè Albarn no la va considerar finalitzada en aquell moment.

## Llista de cançons
| Núm.          | Títol                                       | Durada |
| ------------- | ------------------------------------------- | ------ |
| 1.            | «New Gold» (amb Tame Impala i Bootie Brown) | 3:25   |
| Durada total: | Durada total:                               | 3:25   |

## Crèdits
Gorillaz
- Damon Albarn – cantant, sintetitzadors
- Jamie Hewlett – artwork, disseny de personatges, direcció videoclip

Músics addicionals
- Tame Impala – cantant, sintetitzadors, guitarra, bateria, Wurlitzer, enginyeria
- Bootie Brown – cantant
- Greg Kurstin – sintetitzadors, baix, guitarra, teclats, percussió, enginyeria

Producció
- Samuel Egglenton – enginyeria
- Julian Burg – enginyeria
- Matt Tuggle – enginyeria
- David Reitzas – enginyeria
- Federico Foglia – enginyeria
- Mark "Spike" Stent – mescles
- Matt Wolach – assistència mescles
- Randy Merrill – masterització